# NGC 1305
NGC 1305 is een elliptisch sterrenstelsel in het sterrenbeeld Eridanus. Het hemelobject werd op 4 januari 1864 ontdekt door de Duits-Deense astronoom Heinrich Louis d'Arrest.

## Synoniemen
- PGC 12582
- UGC 2697
- MCG 0-9-69
- ZWG 390.72